# Giovanni Boncoddo
Giovanni Boncoddo (Spadafora, 19 dicembre 1961) è un attore e regista italiano.

## Biografia
Originario di Spadafora, piccolo paese in provincia di Messina, si trasferisce a Roma dopo gli studi classici, vincitore di una borsa di studio per la recitazione, e comincia subito a lavorare in teatro e cinema. La sua prima "apparizione televisiva" è datata primi anni ottanta, quando fu protagonista di uno spot televisivo di un noto amaro. Raggiunge una certa notorietà interpretando il ruolo del Giudice Calì nel film TV del 1994 Il giudice ragazzino con Giulio Scarpati.
Viene segnato dall'incontro con Yoshi Oida, l'attore de La tragedia di Amleto, film del 2002 di Peter Brook.
Dal 2005 al 2006 è Direttore artistico di Universiteatrali–Laboratorio teatrale dell'Università di Messina e dei Cantieri dell'Università–Festival.
Esordisce alla regia cinematografica nel 1999 con il cortometraggio “Mi manca Saro”, che sarà selezionato nel 2001 al Festival del Cinema di Taormina.
La buona parabola ascendente che stava prendendo la sua carriera (aveva appena finito di girare per la TV L'uomo della carità - Don Luigi Di Liegro) subisce un brusco e tragico stop il 26 febbraio 2007, quando resta coinvolto in un gravissimo incidente stradale, in cui rischia di perdere la vita. Uscito dal coma farmacologico dopo un mese, torna alla recitazione teatrale nel 2008 in "La visita di un amico", spettacolo ideato dall'amico Antonio Alveario e messo in scena a Montalbano Elicona. 
Nel 2009 è ideatore e regista del cortometraggio Lear, opera scritta durante la sua degenza post-incidente, le cui riprese sono state effettuate a Torregrotta.   
Ritorna al cinema nelle vesti di attore con l'interpretazione di un mafioso americano, Frank Santamaria, nel film Annamaura di S. Grasso.

## Filmografia

### Attore

#### Cinema
- Il muro di gomma, regia di Marco Risi (1991)
- Giovanni Falcone, regia di Giuseppe Ferrara (1993)
- Il giudice ragazzino, regia di Alessandro Di Robilant (1993)
- Vite blindate, regia di Alessandro Di Robilant (1999)
- Il guardiano, regia di Egidio Eronico (1999)
- I fetentoni, regia di Alessandro Di Robilant (1999)
- Biuti quin Olivia, regia di Federica Martino (2002)
- Per sempre, regia di Alessandro Di Robilant (2003)
- Annamaura, regia di Salvo Grasso (2011)

#### Televisione
- Un'isola d'inverno, regia di Gianluigi Calderone - miniserie TV (1998)
- Il commissario Montalbano, regia di Alberto Sironi - serie TV, episodio 1x02 (1999)
- Una sola debole voce 2, regia di Gianluigi Calderone - miniserie TV (2000)
- La voce del sangue, regia di Alessandro Di Robilant - miniserie TV (2001)
- La squadra - serie TV (2002)
- Don Matteo - serie TV, episodio 3x04 (2003)
- L'uomo della carità - Don Luigi Di Liegro, regia di Alessandro Di Robilant - miniserie TV (2007)

### Regia
- Mi manca Saro - cortometraggio (2001)
- Lear - cortometraggio (2009)

## Teatro

### Regie teatrali
- Fabbrica Oceano Mare, tratto da Alessandro Baricco (1997)
- Antigone (omaggio a Pasolini) (1998)
- Don Juan, siamo tutti metalmeccanici, tratto da Molière e Johann Wolfgang von Goethe (1999)
- Le ragioni di Giulietta, tratto da William Shakespeare (2000)
- Un Amleto (conversazioni in Sicilia intorno alla tragica storia del signor A. Zecca), tratto da William Shakespeare, Elio Vittorini, Jules Laforgue e Carmelo Bene (2002)
- Autunno a Puteaux, di Domenico Trischitta, co-regia con Alessandro Di Robilant. Teatro di Catania (2002)
- Andronico Tito, assente - Studio primo per una visione del Tito Andronico di Shakespeare (2003)
- Un (de)Amleto (2003)
- Orione, Antonello e Morgana, di Cosimo Cucinotta. Produzione Università di Messina – Dipartimento di Studi sulla civiltà moderna (2004)
- Don Giovanni - Studio terzo, tratto dal Don Giovanni di Molière (2004)
- Sentinella all'erta, di Miguel de Cervantes (2005)
- Un Amleto di Shakespeare (2005)
- Sua Maesta Siciliana – Uno studio per Ferdinando II, di Dario Tomasello (2005)
- Rosencrantz e Guildenstern sono morti, di Tom Stoppard (2006)
- Nel bel ventre, di Dario Tomasello (2006)
- Babele – Ovvero non lasciate che passi l'età, di Dario Tomasello (2006)

### Regista teatrale collaboratore
- Enrico IV, di Luigi Pirandello, regia di Mariano Rigillo. Teatro di Messina (1998)
- Che farai fra' Jacopone, regia di Ninni Bruschetta. Teatro Stabile dell'Umbria (2000)
- Medea di Franz Grillparzer, regia di Ninni Bruschetta, con Anna Maria Guarnieri. Teatro Stabile dell'Umbria (2001)

### Regista lirico collaboratore
- Rita, di Gaetano Donizetti, regia di Francesco Calogero (1998)
- Cavalleria rusticana, di Pietro Mascagni, regia di Francesco Calogero (1999)
- Pagliacci, di Ruggero Leoncavallo, regia di Francesco Calogero (1999)
- Norma, di Vincenzo Bellini, regia di Francesco Calogero (2000)
- La bohème, di Giacomo Puccini, regia di Giorgio Barberio Corsetti (2001)
- La traviata, di Giuseppe Verdi, regia di Sandro Sequi (2002)
- La sonnambula, di Vincenzo Bellini, regia di Francesco Calogero (2003)
- Manon Lescaut, di Giacomo Puccini, regia di Pier Francesco Maestrini (2003)

### Attore
- Amleto, Regia di Ninni Bruschetta (2015)
- Nottetempo, casa per casa, di Vincenzo Consolo, regia di Mirko Artuso (1994)
- Conversazione in Sicilia, di Elio Vittorini, regia di Mirko Artuso (1995)
- Brutus, tratto da William Shakespeare, regia di Ninni Bruschetta. Teatro di Palermo (1995)
- Giulio Cesare, di William Shakespeare, regia di Ninni Bruschetta (1996)
- Corruzione al Palazzo di Giustizia, di Ugo Betti, regia di Ninni Bruschetta (1999)
- The Weir, di Conor McPherson, regia di Ninni Bruschetta (1999)
- La visita di un amico, regia Antolio Alveario (2008)
- Opera Corsara, tratto dal racconto di Cinzia Pierangelini. Regia Roberto Zorn Bonaventura (2017)

## Scritture
- 2004 Chi c'è liberamente ispirato all'Amleto di William Shakespeare - Teatro
- 2003 Born in the Spadafora - Teatro
- 2002 Mio padre recitava Shakespeare - Cinema - con M. Cacciola e L. Mininno
- 2013 Consigliere delegato alle attività teatrali e visive di Noi in Europa Europclub Italia